# Claus Sørensen
Pour les articles homonymes, voir Sørensen.
Claus Haugaard Sørensen (né le 12 août 1951) est un fonctionnaire de l'UE danois. Depuis 2011, il est directeur général d'ECHO.
Claus Sørensen étudie les sciences économiques et obtient un diplôme de bachelor à l'université de Copenhague en 1972. Ensuite, il est diplômé en master à l'université d'Aarhus en 1977.
Il commence sa carrière dans les services diplomatiques danois. Entre1981 à 1985, il fait partie de la représentation danoise auprès de l'Organisation de coopération économique (ECO), puis de l'Union européenne (UE) de 1988 à 1989.
Depuis 1990, Sørensen œuvre pour l'action de l'UE. Tout d'abord, de 1990 à 1994, dans le cabinet du vice-président de la Commission européenne, Henning Christophersen. Puis, de 1995 à 1999, dans celui de la commissaire européenne Anita Gradin. Il est chef de cabinet de la commissaire Poul Nielson de 1999 à 2003), puis de Mariann Fischer Boel entre 2004 et 2006. Ensuite, il est directeur général de la Direction générale de la Communication jusqu'en 2011. Depuis le 1er juillet 2011, il dirige ECHO.